# Partit Comunista Romanès
El Partit Comunista Romanès (PCR), (en romanès Partidul Comunist Român) va ser un partit polític de Romania creat l'any 1921 i que va ser declarat il·legal al final de l'any 1989.

## Història
L'any 1924, poc després de la seva creació, es va declarar il·legal. Fins al final de la Segona Guerra Mundial la seva presència i importància a la vida política romanesa era insignificant, ja que comptava amb pocs militants. Després de l'ocupació soviètica de Romania en finalitzar la Segona Guerra Mundial va créixer espectacularment el seu nombre de militants i a les eleccions romaneses de 1946 va formar part del Front Nacional Democràtic, una coalició de partits d'esquerra liderada per Petru Groza que guanyà les eleccions. Segons les proves que es tenen avui en dia, aquest comicis foren manipulats pels soviètics i els comunistes romanesos, deixant quasi sense representació als altres partits polítics tradicionals.
L'any 1947 el primer ministre Petru Groza, que liderava un govern que incloïa als comunistes i els socialdemòcrates entre d'altres, va obligar el rei Mihai I a abdicar, proclamant la República Popular de Romania, declarant-se llavors la unitat política en el PCR de tots aquells partits que formaven la coalició governamental. A partir d'aquell moment el Partit Comunista Romanès va esdevenir l'únic partit polític dins de la nova societat socialista que es pretenia construir i molts romanesos van considerar que era útil afiliar-se al PCR, ja que en molts casos ser militant del partit facilitava aconseguir un treball o tot un seguit d'avantatges.
Petru Groza va dirigir com a primer ministre el país fins que el rellevà en el càrrec l'any 1952 Gheorghe Gheorghiu-Dej que era secretari general del PCR des de 1944. Aquest va dirigir amb un cert aire estalinista el partit i Romania fins que l'any 1965 va morir. Entre els anys 1955 i 1961 el primer ministre fou Chivu Stoica i d'ençà 1961 Gheorghe Maurer.
L'any 1965 va ser elegit Nicolae Ceauşescu per ocupar la secretaria general del PCR i la presidència de la República Popular de Romania quedava en mans de Chivu Stoica fins a l'any 1967, a la vegada que es mantenia a Ion Gheorghe Maurer com primer ministre. El mateix va romandre a llur càrrec fins que l'any 1974 fou substituït, moment en què la família Ceausescu començava a ocupar més responsabilitats dins del Comitè Central del PCR.
A la segona meitat dels seixanta i dels setanta del segle xx el PCR es desmarcà progressivament de l'URSS i del PCUS, entrant a vegades en confrontació amb aquests, ja que es pretenia construir un socialisme de caràcter nacional però que a la vegada permetés acabar amb les ànsies imperials i intervencionistes que des de l'URSS a vegades es portaven a terme. Aquesta ruptura, però, mai va ser total, ja que el Partit Comunista Romanès depenia molt del PCUS i per què Romania, com a membre del COMECON i del Pacte de Varsòvia no podia subsistir sense l'ajut dels soviètics i fora del bloc comunista, sense haver de renunciar a les tesis socialistes. Per aquest motiu a la segona meitat de la dècada dels anys setanta, el PCR va aprovar una sèrie de documents on es condemnava l'Eurocomunisme que defensava l'espanyol Santiago Carrillo (Secretari del Partit Comunista d'Espanya) i el partit començava a esdevenir un instrument de la família Ceauşescu per controlar el país i aplicar les seves megalòmanes idees, que passaven per una paranoia permanent per por a conspiracions i per fomentar el culte en les persones de Nicolae i Elena Ceauşescu.
Al llarg dels anys vuitanta el PCR es trobava fixat ideològicament en una fe cega en els membres del clan Ceauşescu. Nicolae Ceauşescu i la seva família, servint-se de la Securitate que controlaven, instauraren un régimen de terror on tot aquell que no rendia el culte a la seva personalitat i al partit era sospitós de ser un conspirador. Molts membres del partit van ser degradats i van perdre llurs responsabilitats tant en el partit com en l'estructura de l'estat. En aquell temps es va instaurar la triologia Partidul, Ceauşescu, România, que resumia el culte personal que es va instaurar tant dins del partit com en el país.
Dins del PCR no va existir cap espai on poder fer arribar un missatge crític que posés en dubte la tendència absolutista i repressiva del règim personal i tirànic de la família Ceauşescu, que a modus de dinastia dirigia els destins de Romania. Així el PCR malgrat tenir més de dos milions d'afiliats va perdre tot contacte amb la realitat i la societat, fet que no li va permetre estar preparat per poder acollir els canvis democràtics que a l'URSS s'iniciaren amb la perestroika i la glàsnost.
El novembre de 1989 tingué lloc el XIV Congrés del Partit Comunista Romanès a la Sala Palatului de Bucarest. Aquest seria el darrer congrés del partit. En una mostra de debilitat política es va tornar a renovar a Nicolae Ceauşecu en les seves funcions de Secretari General i s'aprovava el seu informe de gestió que plantejava una visió distorsionada de Romania en l'àmbit econòmic, polític i social. També es plantejaren plans per aconseguir que Romania l'any 2000 fos un dels països més desenvolupats del món occidental.
Això va ser el preludi del que acabaria esdevenint al desembre de 1989, quan una part del mateix sistema comunista i de l'exèrcit van mantenir-se impassibles i inclòs afavoriren que les revoltes populars començades a Timişoara i que s'estengueren per Bucarest i tot el país, acabessin amb el règim comunista vigent des de l'any 1947. Amb la caiguda, detenció i execució de Ceauşescu i la seva dona, Elena Ceauşescu, es va encetar el llarg camí de liquidació del règim comunista romanès, motiu pel qual es va decretar la il·legalizació del Partit Comunista Romanès.
Actualment alguns antics alts càrrecs del període comunista ocupen responsabilitats en altres formacions politiques. Així troben Ion Iliescu (president de Romania des de 1992 fins a 1996 i des del 2000 fins al 2004), que com també altres molts membres del seu partit, el PSD (Partit Socialdemòcrata Romanès) foren membres del PCR. També destaca com ex comunista Cornelius Vadim Tudor, president i fundador de l'ultranacionalista Partidul Romania Mare (PRM), Partit de la Gran Romania. Altres membres del PCR fundaren altres partits politics, però aquests quasi no han tingut importància a la vida política de Romania.
Els comunistes romanesos són actualment a partits com el Partit Socialista Romanès (Partidul Socialist Român, PSR), el Nou Partit Comunista Romanès (PNCR), el Partit Socialista Obrer Romanès (PSMR), l'Associació Romania Obrera (AMR), entre altres formacions polítiques extra-parlamentàries i amb molt poca presència en la vida política romanesa.